# Qiyas
Il qiyas (in arabo قياس‎?) è negli uṣūl al-fiqh (le basi del diritto musulmano) il ragionamento deduttivo che il giureconsulto musulmano (faqīh) è chiamato a esercitare qualora il disposto sciaraitico non fornisca una risposta sufficientemente chiara a un determinato quesito giurisprudenziale, in caso su di esso non sia intervenuto per risolvere la questione neppure il "consenso dei dotti" (ijmā‘).
L'istituto è dunque praticamente identico al concetto romanistico dell'analogia iuris e trova estesa applicazione in tre scuole giuridiche musulmane sunnite su quattro, essendo esso ufficialmente rifiutato dal Hanbalismo, particolarmente critico in astratto sull'intervento personale del giureconsulto (bollato come rayʾ, opinione, troppo soggettivo).